# Campionato italiano di pugilato professionisti maschile dei pesi supermedi
Il Campionato italiano di pugilato pesi supermedi organizzato dalla FPI, è la massima competizione pugilistica in Italia riservata ai pugili professionisti il cui peso è compreso tra 72,574 e 76,203 kg. Gli atleti vincitori si fregiano del titolo di campione d'Italia dei pesi supermedi.

La prima edizione si svolse a Priolo il 10 marzo 1990, quando Enrico Scacchia sconfisse Salvatore Di Salvatore per knockout alla 1ª ripresa.

## Albo d'oro pesi supermedi
| Ed. | Data       | Luogo                    | Campione d'Italia     | Verdetto           | Sfidante               |
| --- | ---------- | ------------------------ | --------------------- | ------------------ | ---------------------- |
| 1   | 10/03/1990 | Priolo Terme             | Enrico Scacchia       | KO 1               | Salvatore Di Salvatore |
| 2   | 01/09/1990 | Fonni                    | Enrico Scacchia       | KOT 1              | Pietro Miloni          |
| 3   | 16/02/1991 | Loreto                   | Luciano Caioni        | KO 1               | Enrico Scacchia        |
| 4   | 25/05/1991 | Montichiari              | Mwehu Beya            | KOT (IM) 5         | Luciano Caioni         |
| 5   | 19/10/1991 | Terni                    | Mwehu Beya            | KOT (IM) 4         | Massimiliano Bocchini  |
| 6   | 21/03/1992 | San Rufo                 | Mwehu Beya            | PT 12              | Pietro Pellizzaro      |
| 7   | 17/06/1992 | Salice Terme             | Mwehu Beya            | SQ 9               | Massimiliano Bocchini  |
| 8   | 11/12/1992 | Buccinasco               | Mwehu Beya            | KOT (IM) 7         | Renato Mastria         |
| 9   | 04/03/1994 | Spoleto                  | Massimiliano Bocchini | PT 12              | Mwehu Beya             |
| 10  | 12/07/1995 | Campiglia Marittima      | Ivano Biagi           | KOT (IM) 9         | Pietro Pellizzaro      |
| 11  | 14/12/1995 | Valdagno                 | Pietro Pellizzaro     | KO 7               | Ivano Biagi            |
| 12  | 28/12/1996 | Castel Mella             | Giovanni Nardiello    | KOT 8              | Antonio R. Ferrante    |
| 13  | 24/09/1998 | Tignale                  | Maurizio Colombo      | PT 10              | Marco Dell’Uomo        |
| 14  | 01/04/1999 | Ariccia                  | Maurizio Colombo      | KOT (IM) 4         | Alessandro Filippo     |
| 15  | 10/06/1999 | Bari                     | Vincenzo Imparato     | PT 10              | Maurizio Colombo       |
| 16  | 05/05/2000 | Rosolina                 | Vincenzo Imparato     | PT 10              | Antonio Brancalion     |
| 17  | 17/11/2000 | Lumezzane                | Vincenzo Imparato     | PT (DT) 8          | Antonio Brancalion     |
| 18  | 02/11/2001 | Rovigo                   | Antonio Brancalion    | KOT 5              | Alessandro Filippo     |
| 19  | 12/04/2002 | Ariano Polesine          | Vincenzo Imparato     | PT 10              | Antonio Brancalion     |
| 20  | 19/07/2002 | Marina di Grosseto       | Alberto Colajanni     | PT 10              | Vincenzo Imparato      |
| 21  | 04/07/2003 | Deiva Marina             | Alberto Colajanni     | (KOT) IM 7         | Alessandro Filippo     |
| 22  | 26/12/2003 | Grosseto                 | Alberto Colajanni     | PT 10              | Vincenzo Imparato      |
| 23  | 18/06/2004 | Bonassola                | Alberto Colajanni     | PT 10              | Alessandro Filippo     |
| 24  | 18/03/2005 | Toscolano Maderno        | Vincenzo Imparato     | PT 10              | Simone Cannelli        |
| 25  | 10/06/2005 | Gallarate                | Vincenzo Imparato     | PARI 10            | Lorenzo Cosseddu       |
| 26  | 17/03/2006 | Grosseto                 | Vincenzo Imparato     | KO 6               | Alessandro Filippo     |
| 27  | 20/10/2006 | Livorno                  | Gianluca Tassi        | KOT (IM) 3         | Emanuel Zuanel         |
| 28  | 23/02/2007 | Livorno                  | Gianluca Tassi        | PT 10              | Vincenzo Imparato      |
| 29  | 21/09/2007 | Livorno                  | Gianluca Tassi        | KOT 2              | Antonio Di Feto        |
| 30  | 10/10/2008 | Pontedera                | Mouhamed Ali Ndiaye   | PT 10              | Roberto Cocco          |
| 31  | 09/04/2010 | Viterbo                  | Andrea Di Luisa       | KOT 1              | Roberto Cocco          |
| 32  | 15/10/2010 | Viterbo                  | Andrea Di Luisa       | KOT 2              | Giuseppe Brischetto    |
| 33  | 25/05/2012 | Montefiascone            | Andrea Di Luisa       | SQ 4               | Luciano Lombardi       |
| 34  | 28/12/2012 | Torino                   | Roberto Cocco         | PT 10              | Matteo Rossi           |
| 35  | 08/03/2013 | Monza                    | Roberto Cocco         | PT 10              | Luciano Lombardi       |
| 36  | 14/06/2013 | Roma                     | Massimiliano Buccheri | PT 10              | Roberto Cocco          |
| 37  | 04/10/2013 | Santa Margherita Ligure  | Roberto Cocco         | PT 10              | Alessio Furlan         |
| 38  | 27/09/2014 | Viterbo                  | Andrea Di Luisa       | Assenza avversario | Diego Velardo          |
| 39  | 10/01/2015 | Arezzo                   | Roberto Bassi         | PT 10              | Fabrizio Leone         |
| 40  | 22/05/2015 | San Benedetto del Tronto | Roberto Bassi         | PT 10              | Roberto Cocco          |
| 41  | 19/12/2015 | Caltanissetta            | Valerio Ranaldi       | KOT 3              | Luciano Lombardi       |
| 42  | 16/04/2016 | Pomezia                  | Valerio Ranaldi       | PT 10              | Roberto Cocco          |
| 43  | 30/07/2016 | Maccarese di Fiumicino   | Valerio Ranaldi       | PT 10              | Alessandro Sinacore    |
| 44  | 18/03/2017 | Roma                     | Valerio Ranaldi       | TKO 10             | Alessandro Sinacore    |